# Uitland
Uitland (Fries: It Utlân [ət’ütlɔ:n], ook wel Utlân [’ütlɔ:n]) is een polder en buurtschap in de gemeente Achtkarspelen, in de Nederlandse provincie Friesland.
De nederzetting ligt ten noorden van Gerkesklooster en ten oosten van Buitenpost, waartoe Uitland behoorde. Het woord útlân betekent 'verafgelegen land', in dit geval de polder, die werd gewonnen op de Lauwerszee.

## Geschiedenis
In 1472 wordt Uutlant genoemd, vermoedelijk als streek- of veldnaam. In 1664 werd de naam 't Uytland gebruikt. Eekhoff tekende in 1847 de veldnaam Uitland op. Hij noemde daarbij ook Kleine Horne, dat omstreeks 1700 op een kaart als Klein Uytlandt wordt vermeld. In 1664 werd op een andere kaart al de spelwijze  't Uitland gehanteerd. Van der Aa beschouwde Het Uitland, Klein Uitland en De Horne in 1840 als buurtschappen in het gebied. 
Op 28 maart 2019 werd door het college van B&W van de gemeente Achtkarspelen besloten dat Uitland eigen buurtschapsborden kzou krijgen.
Dorpen: Augustinusga · Boelenslaan · Buitenpost · Drogeham · Gerkesklooster · Harkema · Kootstertille · Stroobos · Surhuisterveen · Surhuizum · Twijzel · Twijzelerheide

Buurtschappen: Barghiem · Blauwhuis · Blauwverlaat · Buweklooster · Buwetille · De Kooten · De Laatste Stuiver · Dijkhuizen · Egypte · Gerben Allesverlaat · Hamsterpein · Hamshorn · Hiltjemoeiswouden · Jachtveld · Kortwoude · Kuikhorne (deels) · Lutkepost · Monniketille · Ophuis · Opperkooten · Rohel · Roodeschuur · Surhuizumer Mieden · Uitland · Vierhuizen · Westerend · Wildpad (deels) · Wildveld

Friesland: Steden en dorpen      Nederland: Provincies · Gemeenten